# Урсарь (Каларашский район)
Урсары (Урсары, рум. Ursari) — село в Каларашском районе Молдавии. Наряду с селом Буда входит в состав коммуны Буда.

## История
Урсарами (от рум. urs — «медведь») в Молдавии называют цыган, занимающихся дрессировкой медведей.

## География
Село расположено на высоте 157 метров над уровнем моря.

## Население
По данным переписи населения 2004 года, в селе Урсарь проживает 285 человек (145 мужчин, 140 женщин).
Этнический состав села:
| Национальность | Число жителей | Процентный состав |
| -------------- | ------------- | ----------------- |
| цыгане         | 233           | 81.75             |
| молдаване      | 50            | 17.54             |
| украинцы       | 2             | 0.7               |
| Всего          | 285           | 100%              |